# São Francisco do Oeste
São Francisco do Oeste är en kommun i Brasilien.   Den ligger i delstaten Rio Grande do Norte, i den östra delen av landet, 1 500 km nordost om huvudstaden Brasília. Antalet invånare är 3 874.
Omgivningarna runt São Francisco do Oeste är huvudsakligen savann. Runt São Francisco do Oeste är det glesbefolkat, med 18 invånare per kvadratkilometer.